# Bigpoint
Bigpoint é uma empresa de desenvolvimento de jogos eletrônicos do gênero MMORPG sediada em Hamburgo, na Alemanha, que opera um portal através do qual os jogadores podem utilizar seus jogos. Os acionistas desta empresa são a General Electric, a NBC Universal e a GMT Communications Partners que adquiriram o portal em 2008.

## Lista de jogos
Esta é uma lista de jogos desenvolvidos pela Bigpoint: